# Naturno
Naturno (Naturns in tedesco) è un comune italiano di 6 080 abitanti della provincia autonoma di Bolzano in Trentino-Alto Adige.
Geograficamente fa parte della Val Venosta, amministrativamente invece del Burgraviato.

## Geografia fisica

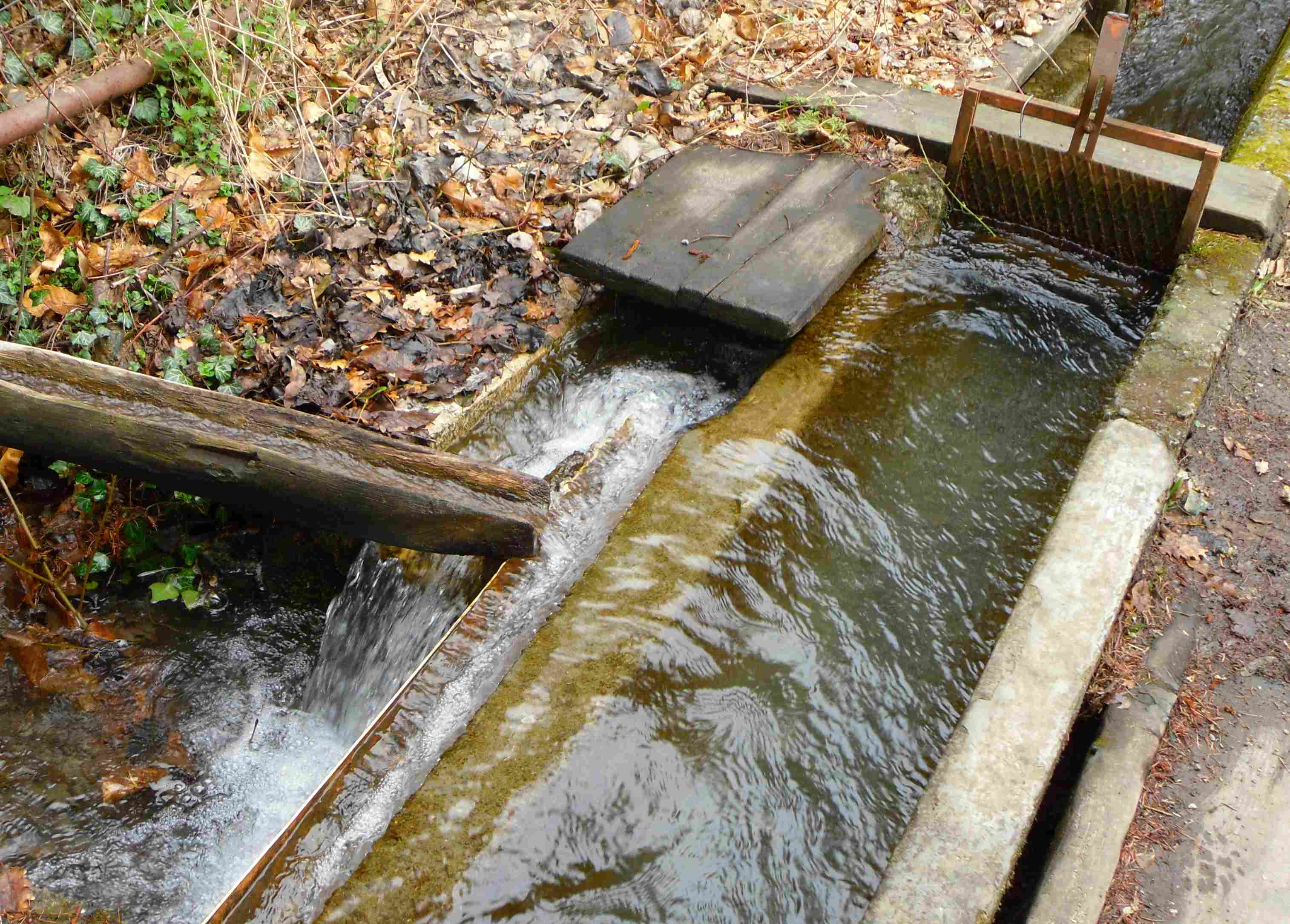
Esempio di antico Waal

Naturno si trova in bassa Val Venosta, giusto alla fine della val Senales. Da Naturno parte la funivia Unterstell che conduce al monte Sole (Sonnenberg). Da qui esiste una serie di percorsi che fanno scoprire al turista le conoscenze delle antiche Waal, vecchie rogge, un sistema antico di irrigazione formato da canalette di assi in larice, denominate anche in dialetto altoatesino Wieren o Kahndln, spesso posizionate tramite strumenti rudimentali come tiranti di ferro, accanto alle pareti. Della manutenzione Waal si occupavano i Waaler.

## Origini del nome
Il toponimo è attestato come Nocturnis nel 1158, come Naturnes nel 1182 e come Naturns nel 1290 e probabilmente è di origine preromana.

## Storia
Il paese sorge in una zona di insediamento che presenta tracce di antropizzazione sin dall'età del bronzo, come dimostrano i rinvenimenti in zona Schnalserhof.

### Simboli
Lo stemma mostra un triangolo d'oro su sfondo azzurro. È ripreso da quello della vecchia dinastia dei signori di Nals che vissero nel villaggio fino al 1380. Lo stemma è stato concesso nel 1966.

## Monumenti e luoghi d'interesse

### Architetture religiose
- Chiesa di San Procolo, con resti di affreschi di epoca carolingia (IX secolo).
- Chiesa di San Zeno, parrocchiale.
- Chiesa di San Nicolò, parrocchiale a Tablà.

### Architetture civili
- Castel Juval: residenza estiva di Reinhold Messner, con varie collezioni d'arte
- Museo ferroviario "Mondo Treno" (Eisenbahnwelt)[10]

### Aree naturali
- Parco naturale Gruppo di Tessa

## Società

### Ripartizione linguistica
La popolazione è in larga parte di madrelingua tedesca:
| Ripartizione linguistica | 1971   | 1981    | 1991   | 2001   | 2011   | 2024   |
| ------------------------ | ------ | ------- | ------ | ------ | ------ | ------ |
| Madrelingua italiana     | 4,30%  | 2,66%   | 2,88%  | 2,89%  | 3,04%  | 4,06%  |
| Madrelingua tedesca      | 95,70% | 97,34%% | 97,03% | 97,07% | 96,03% | 95,78% |
| Madrelingua ladina       | 0,0%   | 0,03%   | 0,09%  | 0,04%  | 0,14%  | 0,17%  |

### Evoluzione demografica
Abitanti censiti

## Cultura

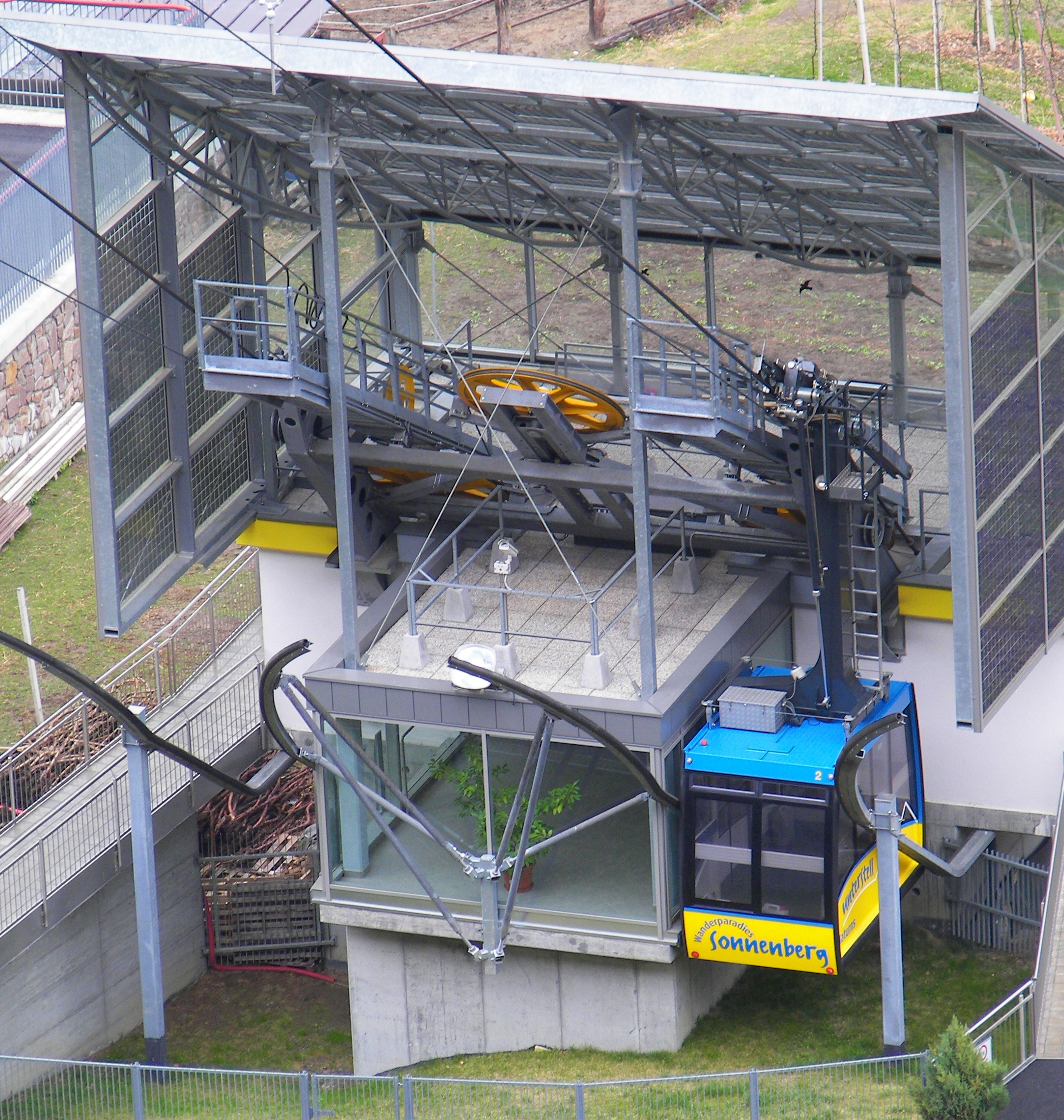
Funivia che conduce al monte Sole

### Eventi
- Schwalbe-TOUR-Transalp (gara a tappe attraverso le Alpi austriache ed italiane in bici da corsa)
- Ötzi Maratona Alpina (triathlon estremo/bici, corsa, sci alpinismo)
- Mercato della ceramica di Naturno (con la presenza di espositori internazionali, ogni due anni)
- Notte delle luci (cucina stellata durante il mese di luglio)
- Naturno ride (Naturns lacht!) (Comedy-Festival con artisti di livello internazionale)
- Giornate del Riesling (Autunno Gourmet a Naturno)
- Cucina contadina del monte Sole-Sonnenberg (Autunno Gourmet a Naturno)
- Tempo di Törggelen a Naturno (evento tradizionale godereccio, ogni mercoledì di ottobre)

## Economia
La sua economia si basa prevalentemente sul turismo, sia quello invernale che quello estivo.

## Infrastrutture e trasporti

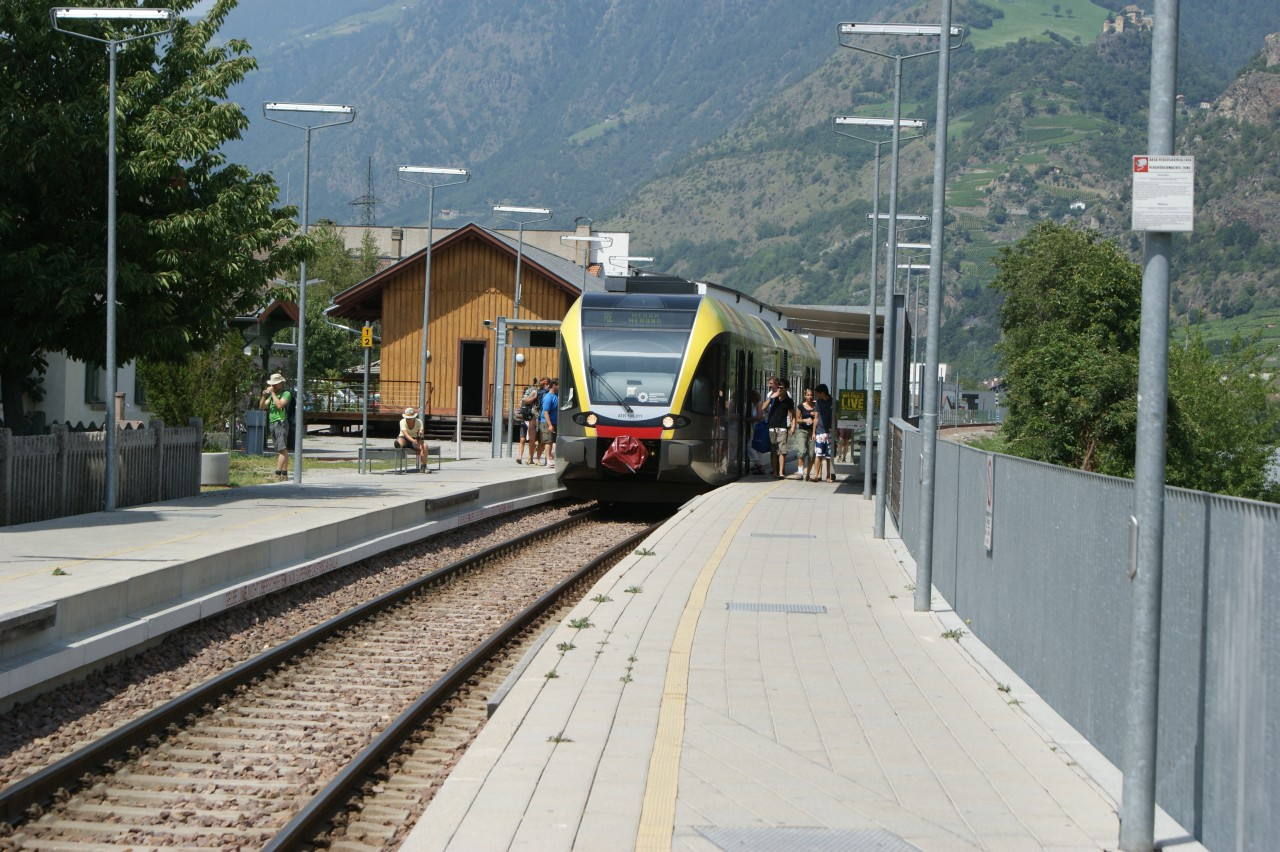
La stazione di Naturno

Naturno ha anche la sua stazione ferroviaria che si trova lungo la ferrovia della Val Venosta. Questa è stata ristrutturata dalla provincia autonoma di Bolzano e riaperta al traffico passeggeri nel 2005.
Qui vi si trovano anche i collegamenti operati da SAD da e per Bolzano/Merano e Malles Venosta.

## Amministrazione
| Periodo | Periodo | Primo cittadino   | Partito | Carica  | Note |
| ------- | ------- | ----------------- | ------- | ------- | ---- |
| 2005    | 2020    | Andreas Heidegger | SVP     | Sindaco |      |
| 2020    |         | Zeno Christanell  | SVP     | Sindaco |      |

### Gemellaggi
- Axams
- Rhein-Pfalz-Kreis